# 항철공사
항철공사(港鐵公司, MTR Corporation)는 홍콩의 독점 철도 사업자이다. 철도 사업 외에도 옥토퍼스(무선 IC 카드) 발급 및 버스 노선 운영, 철도 연선의 부동산 개발 등의 사업도 하고 있다.